# 新疆生产建设兵团第十四师
新疆生产建设兵团第十四师，简称第十四师（前称新疆生产建设兵团农业建设第十四师，简称农十四师），是新疆生产建设兵团的师，为正地厅级单位。十四师与新疆维吾尔自治区昆玉市实行“师市合一”，管理团场位于和田地区、昆玉市境内。全师土地总面积1,719平方公里，总人口5.1万，师部驻地昆玉市。

## 沿革
第十四师成立于1981年，当时为和田农场管理局，级别为副师级。2000年11月，更名为新疆生产建设兵团农十四师，升格为正师级。2016年1月，国务院以国函〔2016〕10号文件批复设立昆玉市。2016年2月26日，昆玉市挂牌成立。

## 团场
第十四师现辖1个县级市、3个团、1个农场、1个牧场、4个镇（实行“团镇合一”管理体制）。
- 县级市：昆玉市
- 团：四十七团老兵镇（第十二师代管）、二二四团、二二五团玉泉镇
- 农场：皮山农场昆泉镇
- 牧场：一牧场昆牧镇